# Rhodacra parvusa
Rhodacra parvusa är en fjärilsart som beskrevs av Kawabe 1995. Rhodacra parvusa ingår i släktet Rhodacra och familjen vecklare. Inga underarter finns listade i Catalogue of Life.